# Bulgaria en los Juegos Olímpicos de Río de Janeiro 2016
Bulgaria estuvo representada en los Juegos Olímpicos de Río de Janeiro 2016 por un total de 51 deportistas que compitieron en 14 deportes. Responsable del equipo olímpico es el Comité Olímpico Búlgaro, así como las federaciones deportivas nacionales de cada deporte con participación.
La portadora de la bandera en la ceremonia de apertura fue la atleta Ivet Lalova.

## Medallistas
El equipo olímpico de Bulgaria obtuvo las siguientes medallas:
| Nombre                                                                                                 | Deporte          | Competición       |
| --- | ---------------- | ----------------- |
| Oro |                  |                   |
| — |                  |                   |
| Plata                                                                                                  |                  |                   |
| Mirela Demireva                                                                                        | Atletismo        | Salto de altura F |
| Bronce                                                                                                 |                  |                   |
| Reneta Kamberova Liubomira Kazanova Mijaela Maevska-Velichkova Tsvetelina Naidenova Jristiana Todorova | Gimnasia rítmica | Conjuntos F       |
| Elitsa Yankova                                                                                         | Lucha libre      | 48 kg F           |